# Chase A. Clark
Chase Addison Clark (* 20. August 1883 in Amo, Hendricks County, Indiana; † 30. Dezember 1966 in Boise, Idaho) war ein US-amerikanischer Politiker und von 1941 bis 1943 Gouverneur des Bundesstaates Idaho. Anschließend wurde er Bundesrichter am Bundesbezirksgericht für den Distrikt von Idaho.

## Frühe Jahre und politischer Aufstieg
Chase Clark war der jüngere Bruder von Barzilla W. Clark, der zwischen 1937 und 1939 Gouverneur von Idaho gewesen war. Nach dem Umzug seiner Familie nach Idaho besuchte Clark die öffentlichen Schulen in Idaho Falls. Zwischenzeitlich kehrte er nach Indiana zurück, wo er die High School beendete. Anschließend studierte er an der University of Michigan Jura. Nach seiner 1904 erfolgten Zulassung als Rechtsanwalt begann er in Mackay in diesem Beruf zu arbeiten. Während des Ersten Weltkrieges war er Soldat in einer Maschinengewehreinheit der US Army.
Clark wurde Mitglied der Demokratischen Partei. Im Jahr 1910 wurde er in das Repräsentantenhaus von Idaho gewählt. Dieses Mandat übte er bis zu seinem Einsatz im Ersten Weltkrieg aus. Im Jahr 1928 kandidierte Clark erfolglos für einen Sitz im US-Senat. Von 1933 bis 1936 war er Mitglied des Staatssenats, zwischen 1937 und 1938 amtierte er als Bürgermeister von Idaho Falls. Im Jahr 1940 wurde er mit einem Vorsprung von 2300 Stimmen gegenüber dem republikanischen Amtsinhaber C. A. Bottolfsen zum neuen Gouverneur seines Staates gewählt.

## Gouverneur und Bundesrichter
Clark trat sein neues Amt am 6. Januar 1941 an. In seine zweijährige Amtszeit, die am 4. Januar 1943 endete, fiel der Eintritt der Vereinigten Staaten in den Zweiten Weltkrieg. Zu diesem Krieg musste sowohl Idaho als auch sein Gouverneur seinen Beitrag leisten. Wie in den anderen Bundesstaaten mussten Lebensmittel und Treibstoffe rationiert werden und die Produktion auf Rüstungsgüter umgestellt werden. Gleichzeitig wurden junge Männer gemustert und den Streitkräften zur Verfügung gestellt. In Idaho wurden einige Regierungsinstitutionen, darunter das Gesundheitsministerium, neu organisiert. Im Jahr 1942 unterlag Clark bei der Gouverneurswahl seinem Vorgänger Bottolfsen.
Zwei Monate nach dem Ende seiner Amtszeit wurde Clark durch Präsident Franklin D. Roosevelt als Nachfolger von Charles Cheatham Cavanah zum Richter am United States District Court for the District of Idaho ernannt. Dieses Amt übte er bis zu seinem Tod im Jahr 1966 aus; sein Sitz fiel dann an Raymond Clyne McNichols. Chase Clark war mit Jean Burnett verheiratet, mit der er die Tochter Bethine hatte. Sein Schwiegersohn Frank Church war von 1957 bis 1981 US-Senator für den Staat Idaho. Seine Tochter war ebenfalls in der Demokratischen Partei aktiv. US-Senator David Worth Clark war ein Neffe von Chase Clark.